# Ny Kongensgade
Ny Kongensgade er en gade mellem Frederiksholms Kanal og H.C. Andersens Boulevard i Indre By i København. Gaden ligger i forlængelse af Prinsens Bro over kanalen til Tøjhusgade på Slotsholmen.

## Historie
De første bygninger langs gaden blev bygget omkring 1670, hvor den var kendt som Prindsensgade. Det vides ikke hvornår navnet blev ændret, men den omtales som Nye Kongensgade på Geddes kort over København fra 1757.
Oprindelig gik gaden kun til Vestervold ved nuværende Vester Voldgade, dengang en smal gade på indersiden af volden mellem Vartov og kysten. Da denne del af voldanlægget endeligt blev sløjfet i 1885, blev Ny Kongensgade, som en af de sidste til at blive det, forlænget til Vester Boulevard, nu H.C. Andersens Boulevard.
Håndværkerstiftelsen åbnede på hjørnet af Ny Kongensgade og Vester Voldgade 1. august 1887 med betalelige boliger for ældre håndværkere og deres enker. Håndværkerstiftelsen flyttede til nye lokaliteter på Blegdamsvej i 1902 og solgte deres gamle bygning til Dansk Arbejdsgiverforening.

## Kendte bygninger og beboere
Den mest prominente bygning i Ny Kongensgade er Wedells Palæ, oprindelig Barchmanns Palæ, på hjørnet af Frederiksholms Kanal med den primære ni fag lange face vendt mod gaden. Den blev fuldført i 1741 efter tegninger af Philip de Lange. De fleste andre bygninger i den første del af gaden stammer også fra det 18. århundrede og er fredede. Den lave bygning i nr. 5 er et tidligere akvavitbryggeri og blev sandsynligvis færdigbygget mellem 1728 og 1732.
Nr. 6 er fra 1754 og var i mange år en jødisk administrationsbygning, undertiden kaldet jødernes rådhus, indtil en ny blev etableret ved Københavns Synagoge i Krystalgade i 2013. De danske jøder byggede også Eibeschützs Stiftelse i nr. 10. Bygningen blev tegnet af Frederik Levy og stod færdig i 1903.
Dansk Arbejdsgiverforenings bygning på hjørnet af Vester Voldgade (nr. 113) og Ny Kongensgade (nr. 16A) blev opført i 1910-1911 efter tegninger af Axel Berg.